# Vilém I. Sicilský
Vilém I. zvaný Špatný nebo také Zlý (italsky Guglielmo il Malo, 1131 – 7. května 1166, Palermo) byl druhým králem Sicílie. Vládl od otcovy smrti roku 1154 až do své vlastní. Byl čtvrtým synem Rogera II. Sicilského a Elvíry Kastilské, dcery Alfonse VI. Kastilského a jeho čtvrté ženy Isabely, dcery sevillského emíra.
Vilémovo přízvisko „Zlý“ nemá žádnou oporu v historických událostech, je spíše vyjádřením zaujatosti historika Hugo Falcanduse a vrstvy baronů ke králi a vrstvě jeho úředníků. Je však zřejmé, že co do energie a charakteru zaostával za svým otcem a dával přednost polomuslimskému životu ve svých nádherných palácích v Palermu.

## Mládí

Sicilské království v době nástupu Viléma I. na trůn. Jeho hranice zůstaly prakticky nezměněny po 700 let.

Jako čtvrtý syn krále neměl Roger původně žádné naděje na královský trůn. Smrt jeho tří starších bratří v letech 1138 až 1148 však zcela změnila situaci. Když pak otec v roce 1154 zemřel, nebyl Vilém dostatečně připraven převzít jeho roli. Po převzetí moci zachoval administrativu tak, jak ji otec v posledních letech vybudoval. Pouze anglický kancléř Thomas Brun byl nahrazen kancléřem Maiem z Bari. Skutečná moc v království byla v první řadě v rukou tohoto úředníka. Z nízkého původu se vypracoval k titulům admirála, ammiratus ammiratorum nebo také Emír emírů. Maio pokračoval v Rogerově politice vyloučení šlechty z administrativních záležitostí a rovněž se snažil omezit přílišnou svobodu měst. Barony trpící pod královskou mocí podněcoval ke vzpouře papež Hadrián IV., o jehož uznání Vilém ani nežádal, ale i byzantský císař Manuel I. Komnenos a císař Svaté říše římské Fridrich I. Barbarossa.
Na konci roku 1155 řecká vojska obsadila Bari, Trani, Giovinazzo, Andrii a Taranto a začala obléhat Brindisi. Vilémova armáda se vylodila na poloostrově, zničila řeckou flotilu a armádu v Brindisi a obsadila Bari. Papež Hadrián se s tím smířil a v Beneventu podepsal 18. června dohodu, v níž opustil rebely a uznal Viléma jako krále. Během léta 1157 vyslal Vilém mohutnou flotilu (164 lodí a 10 000 mužů), která vyplenila řecký ostrov Euboia a město Almyros. V následujícím roce uzavřel Vilém s Řeky mír.
Tyto diplomatické úspěchy byly patrně dílem Maia. Na druhé straně království ztratilo své africké državy ve prospěch arabské dynastie Almohadů. Je však možné, že Maio sám radil tuto provincii opustit s ohledem na nebezpečí, které království hrozilo ze severu. Roku 1156 začala revolta ve Sfaxu (v dnešním Tunisu) a rychle se šířila. Pro její potlačení se nic nedělalo. Teprve v roce 1159 admirál Petr vedl mohutnou expedici se 160 loděmi proti Baleárským ostrovům, které byly v držení Saracénů. Se stejnou flotilou se pak snažil se osvobodit obléhanou Mahdii, avšak vrátil se zpět, aniž by došlo k bitvě. Petr v nemilost neupadl, ale již žádná expedice za udržením křesťanské Mahdie nebyla vyslána. Město padlo 11. ledna 1160.

## Boje o udržení trůnu
Maiova politika vedla ke všeobecnému spiknutí a v listopadu 1160 byl Maio v Palermu zavražděn vůdcem sicilských šlechticů Matějem Bonelim. Baroni nehodlali svrhnout i krále, přáli si však slabou vládu. Vhodným kandidátem se zdál být Vilémův nejstarší syn Roger IV., vévoda Apulienský.
Po zavraždění Maia napadli královský palác dva vlastní královi příbuzní: Šimon, Vilémův nelegitimní polobratr a stejně nelegitimní synovec Tankred Sicilský. Král byl s celou svou rodinou zajat. Králův život ušetřil Richard, hrabě z Molise. Následně pochodoval v ulicích Palerma a oznamoval, že bude za svůj čin o tři dny později v katedrále korunován.
Zatímco král zůstával v rukou konspirátorů, kteří se nemohli dohodnout, zda ho mají zavraždit nebo pouze zbavit moci, lid a armáda se spojili na jeho obranu. Povstání bylo potlačeno a královská moc obnovena. Bonello byl oslepen a krátká vojenská akce proti vzbouřencům se omezila na vypálení jejich města Butera.

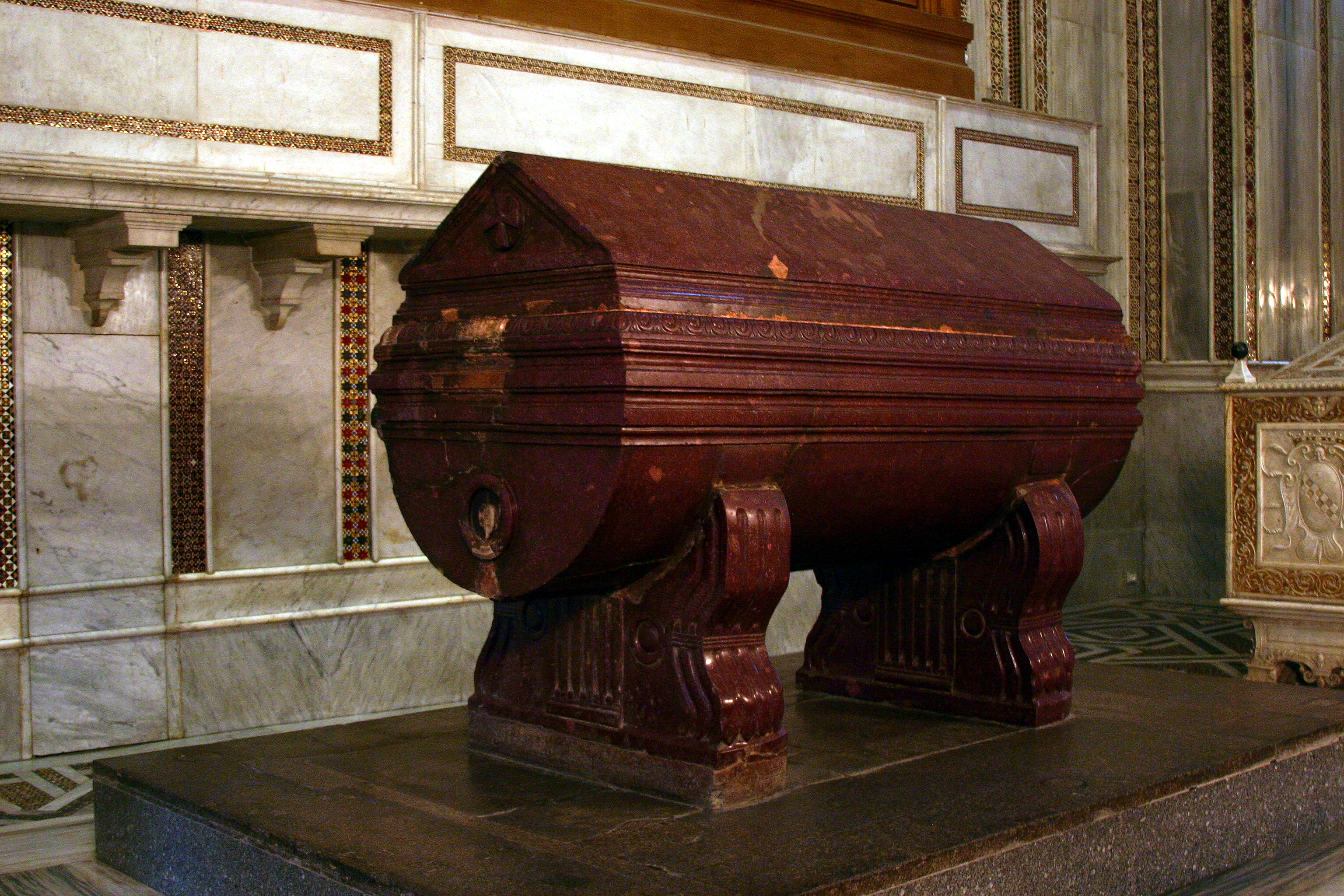
Vilémův sarkofág

Při prvním útoku na palác za osvobozením krále, byl králův syn Roger zabit zbloudilým šípem (i když výše zmíněný zaujatý historik Falcandus naznačuje, že mohlo jít o královu pomstu nevěrnému synovi).

## Poslední léta
Po porážce vzbouřenců svěřil Vilém řízení státních záležitostí do rukou mužů, kteří prošli Maiovou školou. Vytvořil triumvirát: pronotář Matouš z Ajella, hrabě Sylvester z Marsica (ten zdědil Maioův majetek) a biskup Palmer ze Syrakus (zvolený, ale nevysvěcený). Další léta již byla klidná. Stal se oblíbencem papeže Alexandra III., neboť jej podporoval v boji proti vzdoropapežům i proti císaři Barbarossovi. Když byl papež v Lateránském paláci v listopadu 1165 slavnostně instalován, čestnou stráž tvořili právě Normané
Vilém I. zemřel 7. května 1166 a je pohřben v katedrále ve městě Monreale. Se svou ženou Markétou Navarrskou měl čtyři syny.
1. Roger IV. Apulijský (1152–1161)
2. Robert, princ Kapuánský (1153–1158)
3. Vilém II. Sicilský (1155–1189)
4. Jindřich, princ Kapuánský (1158–1172)

## Vývod z předků
|                   |                        |  |                       |                       |  |  |  |  |  |  |  |  |
|                   |                        |  |                       |                       |  |  |  |  |  |  |  |  |
|                   | Tankred z Hauteville   |  |                       |                       |  |  |  |  |  |  |  |  |
|                   |                        |  |                       |                       |  |  |  |  |  |  |  |  |
|                   |                        |  |                       |                       |  |  |  |  |  |  |  |  |
|                   |                        |  |                       |                       |  |  |  |  |  |  |  |  |
|                   | Roger I. Sicilský      |  |                       |                       |  |  |  |  |  |  |  |  |
|                   |                        |  |                       |                       |  |  |  |  |  |  |  |  |
|                   |                        |  |                       |                       |  |  |  |  |  |  |  |  |
|                   |                        |  |                       |                       |  |  |  |  |  |  |  |  |
|                   | Fressenda z Hauteville |  |                       |                       |  |  |  |  |  |  |  |  |
|                   |                        |  |                       |                       |  |  |  |  |  |  |  |  |
|                   |                        |  |                       |                       |  |  |  |  |  |  |  |  |
|                   |                        |  |                       |                       |  |  |  |  |  |  |  |  |
|                   | Roger II. Sicilský     |  |                       |                       |  |  |  |  |  |  |  |  |
|                   |                        |  |                       |                       |  |  |  |  |  |  |  |  |
|                   |                        |  |                       | Otto del Vasto        |  |  |  |  |  |  |  |  |
|                   |                        |  |                       |                       |  |  |  |  |  |  |  |  |
|                   | Manfréd del Vasto      |  |                       |                       |  |  |  |  |  |  |  |  |
|                   |                        |  |                       |                       |  |  |  |  |  |  |  |  |
|                   |                        |  |                       | Berta Turínská        |  |  |  |  |  |  |  |  |
|                   |                        |  |                       |                       |  |  |  |  |  |  |  |  |
|                   | Adéla del Vasto        |  |                       |                       |  |  |  |  |  |  |  |  |
|                   |                        |  |                       |                       |  |  |  |  |  |  |  |  |
|                   |                        |  |                       |                       |  |  |  |  |  |  |  |  |
|                   |                        |  |                       |                       |  |  |  |  |  |  |  |  |
|                   |                        |  |                       |                       |  |  |  |  |  |  |  |  |
|                   |                        |  |                       |                       |  |  |  |  |  |  |  |  |
|                   |                        |  |                       |                       |  |  |  |  |  |  |  |  |
|                   |                        |  |                       |                       |  |  |  |  |  |  |  |  |
| Vilém I. Sicilský |                        |  |                       |                       |  |  |  |  |  |  |  |  |
|                   |                        |  |                       |                       |  |  |  |  |  |  |  |  |
|                   |                        |  | Sancho III. Navarrský |                       |  |  |  |  |  |  |  |  |
|                   |                        |  |                       |                       |  |  |  |  |  |  |  |  |
|                   | Ferdinand I. Kastilský |  |                       |                       |  |  |  |  |  |  |  |  |
|                   |                        |  |                       |                       |  |  |  |  |  |  |  |  |
|                   |                        |  |                       | Munia Mayor Kastilská |  |  |  |  |  |  |  |  |
|                   |                        |  |                       |                       |  |  |  |  |  |  |  |  |
|                   | Alfons VI. Kastilský   |  |                       |                       |  |  |  |  |  |  |  |  |
|                   |                        |  |                       |                       |  |  |  |  |  |  |  |  |
|                   |                        |  |                       | Alfons V. Leónský     |  |  |  |  |  |  |  |  |
|                   |                        |  |                       |                       |  |  |  |  |  |  |  |  |
|                   | Sancha Leónská         |  |                       |                       |  |  |  |  |  |  |  |  |
|                   |                        |  |                       |                       |  |  |  |  |  |  |  |  |
|                   |                        |  |                       | Elvira Menéndez       |  |  |  |  |  |  |  |  |
|                   |                        |  |                       |                       |  |  |  |  |  |  |  |  |
|                   | Elvíra Kastilská       |  |                       |                       |  |  |  |  |  |  |  |  |
|                   |                        |  |                       |                       |  |  |  |  |  |  |  |  |
|                   |                        |  |                       |                       |  |  |  |  |  |  |  |  |
|                   |                        |  |                       |                       |  |  |  |  |  |  |  |  |
|                   |                        |  |                       |                       |  |  |  |  |  |  |  |  |
|                   |                        |  |                       |                       |  |  |  |  |  |  |  |  |
|                   |                        |  |                       |                       |  |  |  |  |  |  |  |  |
|                   |                        |  |                       |                       |  |  |  |  |  |  |  |  |
|                   | Isabela Sevillská      |  |                       |                       |  |  |  |  |  |  |  |  |
|                   |                        |  |                       |                       |  |  |  |  |  |  |  |  |
|                   |                        |  |                       |                       |  |  |  |  |  |  |  |  |
|                   |                        |  |                       |                       |  |  |  |  |  |  |  |  |
|                   |                        |  |                       |                       |  |  |  |  |  |  |  |  |
|                   |                        |  |                       |                       |  |  |  |  |  |  |  |  |
|                   |                        |  |                       |                       |  |  |  |  |  |  |  |  |
|                   |                        |  |                       |                       |  |  |  |  |  |  |  |  |